# Agostino Steffani

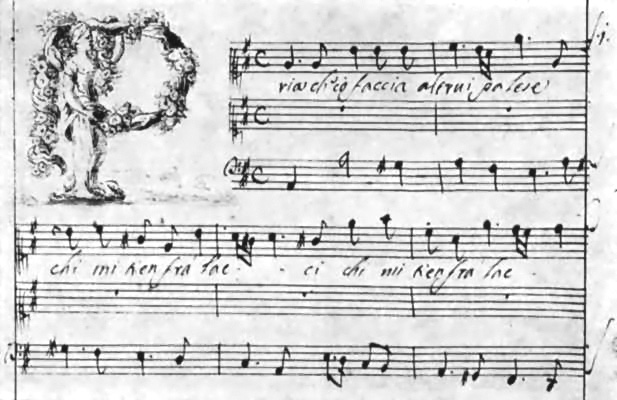
Manuscrito de un duo para instrumentos de cuerda.

Agostino Steffani (Castelfranco Véneto, 25 de julio de 1654-Fráncfort del Meno, 12 de febrero de 1728) fue un cantante, compositor, organista, diplomático y obispo titular de la Italia católica.

## Biografía
Nació en una familia noble italiana. Creció y se educó en Padua. Comenzó su carrera musical como miembro del coro de la Basílica de San Marcos de Venecia y, desde allí, fue contratado por el conde Tattenbach para ir a Múnich, donde se completó su educación a cargo del elector Fernando María de Baviera, para quien más tarde trabajó como músico de la corte, después de recibir una instrucción adicional de Johann Caspar Kerll, el maestro de capilla de la corte. En 1672, Steffani fue a Roma para estudiar con Ercole Bernabei, quien luego fue nombrado sucesor de Kerll en Múnich. 
Publicó su primera obra, Psalmodia vespertina, en 1674. Steffani fue nombrado organista de la corte y, en 1680, fue ordenado sacerdote. En 1681 escribió su primera ópera, Marco Aurelio, en la que se puede reconocer la influencia de Jean-Baptiste Lully. La única copia conocida del manuscrito de la partitura se conserva en la Biblioteca Real del Palacio de Buckingham. Sin embargo, durante este período, Steffani se centró principalmente en la composición de óperas en un estilo claramente influido por Giovanni Legrenzi y otros compositores venecianos, pero eso no impidió que también orientase su atención hacia el teatro musical, escribiendo óperas y con una significativa influencia sobre toda la música dramática de su generación, llegando a impresionar a Händel.
En 1688, aceptó un trabajo en Hannover y asumió el cargo de maestro de capilla. Fue favorablemente recibido en la corte y comenzó una larga serie de triunfos en la música de ópera local. En 1692 fue enviado en viaje a varios principados alemanes en condición de diplomático, y lo desempeñó tan bien que el papa Inocencio XI lo consagró obispo de Spiga. En 1698, una vez más fue enviado en misión diplomática a Bruselas, y después de la muerte de su mecenas en el mismo año, trabajó para el Palatinado en Düsseldorf, donde ocupó los cargos de consejero privado y protonotario de la Santa Sede. En estas altas funciones ya no podía presentar óperas, sin romper el decoro, pero utilizando el nombre de su secretario siguió produciendo obras de teatro. En 1724, la Academy of Ancient Music de Londres lo eligió miembro honorario vitalicio y, en agradecimiento, les envió un gran Stabat Mater y tres madrigales, que presentan características vanguardistas. Visitó Italia por última vez en 1727 y, poco después de su regreso a Alemania, falleció en Fráncfort del Meno. Además de una gran cantidad de óperas, dejó composiciones sacras, obras de cámara, obras corales y orquestales. Steffani hizo mucho para popularizar la ópera en el norte de Europa, combinando un estilo tradicional veneciano con elementos de estilo francés.

## Obras
- Tassilone, ópera (Tragedia musical) 1709. El libreto fue escrito por Stefano Pallavicini Benedetto (1672-1742).
- Alarico il Baltha, cioè l’Audace, Re de’ Gothi. Drama musical en tres actos (Estreno el 18 de jenero de 1687 en Múnich)
- Niobe, Regina di Tebe. Drama musical en tres actos por Luigi Orlandi (Estreno en 1680 Múnich)
- Enrico Leone, Drama en tres actos (Estreno el 30 de enero de 1689 Teatro Hanôver)
- Stabat Mater para 6 cantores, y 7 instrumentistas
- Spezza amor, l´arco e li strali, cantata para soprano, oboe, fagot y bajo continuo